# Église Notre-Dame-de-Chaudun de Gap
L'église Notre-Dame-de Chaudun est une église catholique située à Gap (Hautes-Alpes) dans le diocèse de Gap et d'Embrun.

## Historique et architecture
L'église est située dans le hameau de  Chaudun .
Son église était dédiée à saint Jacques. Reconstruite au XIXe siècle, la nouvelle paroisse fut dédiée à Notre-Dame. 
L'église était encore debout dans les années 1930.